# メジャー映画スタジオ
メジャー映画スタジオ（major film studios）は、年間に相当数の映画を公開し、特定の市場で常にかなりの興行収入のシェアを占めている制作・配給会社のこと。アメリカ合衆国（ハリウッド映画）および国際市場において、一般的に5つの多角的なメディア・コングロマリットとみなされており、様々な映画制作・配給子会社が合計でアメリカ合衆国の興行収入の約80-85％を占めている。また、それぞれのコングロマリットの主要な映画事業子会社を指すこともある。
映画製作の黎明期から、アメリカ合衆国の映画会社はハリウッド映画と世界各国の映画産業の両方を支配してきた。アメリカ合衆国の映画会社は映画製作を工業化し、文化的に幅広くアピールする高品質の映画を大量生産して配給する技術を最初に習得したという点で強力な先行者利益を得てきた。現在、ユニバーサル・ピクチャーズ（コムキャスト）、パラマウント・ピクチャーズ（パラマウント・スカイダンス・コーポレーション）、ワーナー・ブラザース・ピクチャーズ（ワーナー・ブラザース・ディスカバリー）、ウォルト・ディズニー・ピクチャーズ（ウォルト・ディズニー・カンパニー）、ソニー・ピクチャーズ（ソニーグループ）の「ビッグ5」は、毎年数百本の映画を主要な国際市場（消費者が映画を見る余裕があるほど自由裁量所得が高い市場）に配給している。アメリカ合衆国のメジャー映画製作企業のいずれかに配給されることなく、映画が世界中の劇場で広く観客に届けられることは「ほぼ不可能」である。

## 概要
ソニー・ピクチャーズを除く「ビッグ5」のメジャーは、ハリウッドの黄金時代から活動しており、そのうち3社はオリジナルのビッグ8のメジャー映画スタジオに属していた。1950年代頃までのオリジナルの「ビッグ5」は、パラマウント・ピクチャーズ、ワーナー・ブラザース、20世紀フォックス、MGM、RKOで、次の階層の「リトル3」がユニバーサル・ピクチャーズ、コロムビア、ユナイテッド・アーティスツであった。ウォルト・ディズニー・プロダクションは、黄金時代には独立プロダクションであったが、1950年代にミニメジャーとなり、1984年にメジャーとなって「ビッグ6」（ワーナー・ブラザース、パラマウント、MGM、20世紀フォックス、コロンビア、ユニバーサル）に加わり、一時的に「ビッグ7」を構成していたが、1986年にMGMがミニメジャーとなり脱落した。「リトル3」のメンバーであったユナイテッド・アーティスツは独立系プロデューサーの配給会社で、後に映画製作を開始し、メジャーに成長した後、MGMに買収された。後者は映画の製作と配給を行っていたが、1989年にトライスター ピクチャーズとともにソニーに買収され、1991年にソニー・ピクチャーズ エンタテインメントの傘下に入った。結局、オリジナルの「ビッグ5」であったMGM、RKO、20世紀フォックスは、それぞれミニメジャー、小さな独立会社、ディズニーの子会社として「ビッグ6」から離脱しつつも、今日存在している。ビッグ5の主要スタジオは15マイル（24km）以内に位置している。
ウォルト・ディズニー・カンパニーはウォルト・ディズニーとロイ・O・ディズニーによる創立以来、同じコングロマリットが所有している、いわゆる他企業による買収をされたことが一度もない唯一のスタジオであり、2019年にディズニーが21世紀フォックスを買収するまで、親会社が現在もロサンゼルス近郊のディズニー・スタジオの敷地内、同じ建物内にある唯一のメンバーでもあった。
ワーナー・ブラザース、パラマウント、ユニバーサルは、以前はさまざまな企業が所有していたが、現在はニューヨークにあるコングロマリット（ワーナー・ブラザース・ディスカバリー、パラマウント・スカイダンス・コーポレーション、コムキャストのNBCユニバーサル）が保有している。
ソニー・ピクチャーズ（買収前はコロンビア・ピクチャーズ）の場合は東京のソニーグループ株式会社であり、米国が保有していない唯一の外資主導（日本企業）によるハリウッド企業として扱われている。
パラマウントは、ビッグ5の中で唯一、ハリウッドに本社を置き、ロサンゼルスの正式な市域内に位置している。ソニーはカルバーシティに、ディズニーとワーナー・ブラザースはバーバンクに、ユニバーサルはほとんどがユニバーサル・シティの非法人地域にある（ただし、北東の角にある駐車場と入場ゲートはロサンゼルスの境界線内にある）。
現在のビッグ5のほとんどは、独自の配給ネットワークを持つ子会社を所有しており、アート映画（例：ユニバーサルのフォーカス・フィーチャーズ）やB級映画（例：ソニーのスクリーン ジェムズ）に力を入れている。これら5つの大手スタジオは、独立系と呼ばれる小規模な製作・配給会社と対比される。ライオンズゲート・フィルムズやSTXエンタテインメントなどの大手独立系製作・配給会社は、「ミニメジャー」と呼ばれることもある。1998年から2005年まで、ドリームワークスSKGは、比較的小規模な作品を製作していたにもかかわらず、7番目のメジャーと言っても過言ではないほど大きな市場シェアを獲得していた。2006年、ドリームワークスはパラマウントの親会社であるバイアコムに買収された。2008年後半、ドリームワークスは再び独立した製作会社となり、2016年まではディズニーのタッチストーン・ピクチャーズが配給していたが、その後、ユニバーサルに配給を変更した。
ビッグ5のメジャースタジオは、今日では主に映画の後援や配給であり、実際の製作は主に独立系企業が行っている。このような会社は、長い歴史を持つ会社であったり、特定の映画を作るために設立された会社であったりする。専門部門は、スタジオがこれまで関与していなかった映画の配給権を取得することが多い。メジャーは、今でも多少の制作を行っているが、その活動は、開発、資金調達、マーケティング、マーチャンダイジングの分野に集中している。これらのビジネス機能は今でもロサンゼルスかその近郊で行われているが、製作の暴走現象により、ほとんどの映画がロサンゼルス以外の場所でロケーション撮影を行うようになっている。
ビッグ5のメジャースタジオは、モーション・ピクチャー・アソシエーション（MPA）のメンバーでもある。

## メジャー

### 現在
| スタジオ （コングロマリット）                                 | 本社                                                                                | ジャンル映画 B級映画 | アニメーション | その他の部門・ブランド | OTT/VOD                                                                         | アメリカ合衆国・カナダの市場シェア（2024年） |
| ------------------------------------------------------------- | ----------------------------------------------------------------------------------- | --- | --- | --- | ------------------------------------------------------------------------------- | -------------------------------------------- |
| ウォルト・ディズニー・スタジオ （ディズニー）                 | ウォルト・ディズニー・ピクチャーズ 20世紀スタジオ サーチライト・ピクチャーズ        | - マーベル・スタジオ - ルーカスフィルム - ザ・マペッツ・スタジオ - ディズニーネイチャー - ナショナル ジオグラフィック・ドキュメンタリー・フィルムズ（73%） | - ディズニー・アニメーション - ディズニー・テレビジョン・アニメーション - ピクサー - マーベルアニメーション - マーベル・スタジオ・アニメーション - ルーカスフィルム・アニメーション - 20世紀アニメーション - 20th テレビジョン・アニメーション | - ウォルト・ディズニー・スタジオ・モーション・ピクチャーズ - 20世紀ファミリー - スター・スタジオ - リージェンシー・エンタープライズ（20%）                                                                                           | - Disney+ Hulu JioHotstar（36.84%） Movies Anywhere                             | 25.5%                                        |
| NBCユニバーサル （コムキャスト）                              | ユニバーサル・ピクチャーズ フォーカス・フィーチャーズ                               | - ユニバーサル1440 エンターテイメント | - ユニバーサル・アニメーション - イルミネーション - ドリームワークス・アニメーション - ドリームワークス・アニメーションテレビジョン | - ワーキング・タイトル・フィルムズ - ドリームワークス・クラシックス - NBCユニバーサル・エンターテイメントジャパン合同会社 - UIP（50%） - アンブリン・パートナーズ（少数）                                                            | - Peacock - SkyShowtime（50%） - Fandango at Home（75%）                        | 21.7%                                        |
| ワーナー・ブラザース （ワーナー・ブラザース・ディスカバリー） | ワーナー・ブラザース・ピクチャーズ ニュー・ライン・シネマ                           | - DCスタジオ - アロイ・エンターテインメント - HBOフィルムズ - HBOドキュメンタリー・フィルムズ                                                              | - ワーナー・ブラザース・アニメーション - ワーナー・ブラザース・ピクチャーズ・アニメーション - カートゥーン ネットワーク・スタジオ - ウィリアムズ・ストリート - ハンナ・バーベラ・スタジオ・ヨーロッパ                                          | - DCエンターテインメント - ターナー・エンターテインメント - キャッスル・ロック・エンターテインメント - ワーナー ブラザース ジャパン合同会社 - フラッグシップ・エンターテインメント（49%） - スパイグラス・メディア・グループ（少数） | - HBO Max - Fandango at Home（25%）                                             | 13.7%                                        |
| ソニー・ピクチャーズ （ソニー）                               | コロンビア ピクチャーズ トライスター ピクチャーズ ソニー・ピクチャーズ クラシックス | style=font-size: 85%;\|- スクリーン ジェムズ - ステージ6 フィルムズ - デスティネーション・フィルムズ - アファーム フィルムズ - ゴースト・コープ            | - ソニー・ピクチャーズ アニメーション - ソニー・ピクチャーズ・イメージワークス - 株式会社HAYATE - 株式会社マッドハウス（5%） | - 3000ピクチャーズ - 株式会社ソニー・ピクチャーズ エンタテインメント - ソニー・ピクチャーズ・インディア - ソニー・ピクチャーズ リリーシング - ソニー・ピクチャーズ・ワールドワイド・アクイジションズ                                 | - Sony Pictures Core - SonyLIV - Crunchyroll - Great American Pure Flix（合弁） | 11.5%                                        |
| パラマウント・スカイダンス・スタジオ （パラマウント）         | パラマウント・ピクチャーズ                                                          | - パラマウント・プレーヤーズ - リパブリック・ピクチャーズ - ニコロデオン・ムービーズ                                                                       | - パラマウント・アニメーション - スカイダンス・アニメーション - CBS Eye Animation - ニコロデオン・アニメーション - MTVアニメーション - アバター・スタジオ                                                                                      | - ミラマックス（49%） - UIP（50%） | - Paramount+ - Pluto TV - SkyShowtime（50%）                                    | 10.1%                                        |

### 過去
その他の20世紀の主要な映画スタジオは以下の通り。
- フォックス・フィルム（1915–1935）: 20世紀ピクチャーズと合併して20世紀フォックスとなった。
- ファースト・ナショナル・ピクチャーズ（1917–1936）: 1928年にワーナー・ブラザース・ピクチャーズが買収され、1936年に解散した。
- RKOラジオ・ピクチャーズ（RKO）（1928–1959）: 「ビッグ5」スタジオのひとつで、1948年にハワード・ヒューズが買収され、1957年のスタジオ売却時には経営不振で解体され、ほとんど機能していなかった[11]が、独立したスタジオとして何度か復活し、最近では2012年と2015年に映画が公開され、現在はConcordが所有している。
- ユナイテッド・アーティスツ（UA）（1919–1981）: メジャー・マイナー・スタジオ「リトル3」のひとつで、もともとは1981年にMGMが買収した独立系映画製作者のための配給会社に過ぎなかった[12]が、2019年にアンナプルナ・ピクチャーズとMGMが、両社の合弁会社である配給会社をユナイテッド・アーティスツ・リリーシングに改称したことで、ブランド名が復活; 2024年にAmazon MGMスタジオ傘下のレーベルとして復活した。
- メトロ・ゴールドウィン・メイヤー（MGM）（1924–1986）: 「ビッグ5」スタジオのひとつで、1986年にテッド・ターナーに買収されたが、ターナーは同年末にカーク・カーコリアンに売却し、1986年5月以前のMGMのライブラリーを保持した。売却後はミニメジャー・スタジオとなり、2010年代には2度の倒産を経験し、2022年にAmazonに買収され、Amazon MGMスタジオ、Amazon Prime Video、Amazon Freevee、MX Playerも所有・運営している。
- 20世紀フォックス（TCF、20th、Fox）（1935–2019）: 「ビッグ5」スタジオのひとつで、2019年にウォルト・ディズニー・カンパニーに買収され、翌年には20世紀スタジオと改称された。

### インスタント・メジャー・スタジオ
「インスタント・メジャー」とは、1960年代に作られた造語で、一夜にしてメジャーの地位に近づいたように見える映画会社のことである。1967年には3つの「インスタント・メジャー」スタジオが誕生し、そのうちの2つはテレビネットワークの劇場映画部門と提携し、ほとんどが1973年まで存続した。
- シネラマ・リリーシング・コーポレーション（ABCピクチャーズ・コーポレーションの配給会社）
- ナショナル・ジェネラル・コーポレーション（シネマ・センター・フィルムズの配給会社）
- コモンウェルス・ユナイテッド・コーポレーション[13]

## ミニメジャー
ミニメジャー・スタジオ（Mini-major studios）（または「ミニメジャー」）は、メジャースタジオよりも規模が小さく、メジャースタジオと直接競合しようとする大規模な映画制作会社。
| スタジオ （コングロマリット） | 本社                                                        | その他の部門およびブランド                                                                                         | その他の部門およびブランド                                                                           | その他の部門およびブランド                                                     | OTT/VOD     | 米国/ CAの市場シェア（2024年） |
| ----------------------------- | ----------------------------------------------------------- | --- | --- | ------------------------------------------------------------------------------ | ----------- | ------------------------------ |
| Amazon MGMスタジオ （Amazon） | メトロ・ゴールドウィン・メイヤー オライオン・ピクチャーズ   | - ユナイテッド・アーティスツ - オライオン・クラシックス                                                            | - アメリカン・インターナショナル・ピクチャーズ - ユナイテッド・アーティスツ                          | - Lightworkers Media                                                           | Prime Video | 3.4％                          |
| ライオンズゲート スタジオ     | ライオンズゲート・フィルムズ サミット・エンターテインメント | - ライオンズゲート・カナダ - ライオンズゲートUK - ライオンズゲート・インディア（10%） - ライオンズゲート・プレミア | - グッド・ユニバース - 3アーツ・エンターテインメント（主要） - ロードサイド・アトラクションズ（43%） | - アンブリン・パートナーズ（少数） - スパイグラス・メディア・グループ（18.9%） | –           | 2.9%                           |
| A24                           | A24                                                         | - 2AM (backing) | |                                                                                | –           | 2.3%                           |

### 過去
過去のミニメジャーは次のとおり。
- 20世紀ピクチャーズ – ユナイテッド・アーティスツとの対立を経てフォックス・フィルムと合併して20世紀フォックスとなった。
- リパブリック・ピクチャーズ – 1935年に6つの小さな製作会社が統合されてできた会社で[15]、もともとは「貧困層」のB級映画製作会社だったが[16]、多くのシリアルを製作していた。1985年に再始動された。その後、2000年代初頭にバイアコムが買収した。
- モノグラム・ピクチャーズ/アライド・アーティスツ・ピクチャーズ、1967年[13] – 現在のエンターテインメント会社であるアライド・アーティスツ・インターナショナルは、AAPの後継者と見なされている。
- ウォルト・ディズニー・カンパニー/ウォルト・ディズニー・スタジオ – メジャー・スタジオに昇格[16]。
- アヴコ・エンバシー、1967年[13] – 1982年にノーマン・リアとジェリー・ペレンチオに買収された[17]。1985年にザ コカ・コーラ カンパニーに買収された[18]。1986年にディノ・デ・ラウレンティスによって劇場部門を買収された。ソニー・ピクチャーズは現在、ELPコミュニケーションズの子会社を通じて、ほとんどの劇場ライブラリとロゴ、名前、および商標に対するテレビの権利を所有している。
- トライスター ピクチャーズ[16] – 1987年に、創設した合弁事業のパートナーの1つであるコロンビアに統合された。
- ワイントローブ・エンタテインメント・グループ[19] – 1990年9月に破産を申請し、その結果、会社は事業を吸収合併された。このライブラリは現在、ソニー・ピクチャーズ（コロンビア ピクチャーズを通じて）が所有しており、パラマウント・グローバル（パラマウント・ピクチャーズを通じて）がテレビおよびストリーミング配信権を所有している。
- ミラマックス・フィルムズ[14] – 1993年から2010年までウォルト・ディズニー・カンパニーが所有、2010年からフィルムヤード・ホールディングスに売却、その後2016年にbeINメディア・グループに売却、バイアコムCBS（パラマウント・ピクチャーズを通じて）がbeIN（51％の出資）と49％の出資をしている。
- キャノン・グループ[20] – メトロ・ゴールドウィン・メイヤーが買収
- キャッスル・ロック・エンターテインメント[21] – 1993年にターナー・ブロードキャスティング・システムに買収され、TBSは1996年にタイム・ワーナー（現：ワーナー・ブラザース・ディスカバリー）と合併。
- ニュー・ライン・シネマ[14] – 1994年にターナー・ブロードキャスティング・システムによって買収された。TBSは1996年にタイムワーナーと合併した。ニュー・ラインは2008年にワーナー・ブラザースと合併した。
- ターナー・ピクチャーズ – 1996年にハンナ・バーベラ、キャッスル・ロック・エンターテインメント、ニュー・ライン・シネマ、ターナー・エンタテインメント社（1986年5月以前のMGMライブラリーのほとんどと、RKOラジオ映画ライブラリーの米国およびカナダでの配給権を含む）とともにタイム・ワーナーに買収。
- ニューワールド・ピクチャーズ[13] – 1997年にニューズ・コーポレーション（当時は20世紀フォックス親会社）に買収された。フィルムスタジオの下にコンテンツライブラリーを保有。
- リージェンシー・エンタープライズ – 1997年に配給契約の一環として20世紀フォックスに20%が買収された。
- オライオン・ピクチャーズ[16] – 1990年、最後のミニメジャーと見なされていた[22]。1988年にクルーグ/メトロメディアによって買収された。1997年にMGMが買収した。
- サミュエル・ゴールドウィン・カンパニー – 1996年にジョン・クルーゲ/メトロメディア・インターナショナルが買収。1997年にMGMが買収。
- ポリグラム・フィルムド・エンターテインメント[14] – 1999年にユニバーサル・スタジオに売却[23][24][25]、1996年3月31日以前のライブラリはMGMに売却[26]。
- アルチザン・エンタテインメント[27] – 2003年にライオンズゲート・エンターテイメントが買収。
- ドリームワークス・ピクチャーズ – バイアコム（その後2006年にパラマウント・ピクチャーズとCBSコーポレーションを買収）に買収され、2005年から2011年まで映画を配給した。2016年までは独立系で、ウォルト・ディズニー・カンパニーがタッチストーン・ピクチャーズのバナーで実写映画を配給していたが、現在はユニバーサル・ピクチャーズとライオンズゲートが株式を保有するアンブリン・パートナーズとして再編成された後、レーベルとして活動中。
- オーバーチュア・フィルムズ - 2010年に配給とマーケティングの資産をレラティビティ・メディアに売却、オーバーチュアの映画ライブラリは2016年5月までにライオンズゲート・エンターテイメントが取得。
- サミット・エンターテインメント[28] – 2012年にライオンズゲート・エンターテイメントに買収。
- フィルム・ディストリクト[29] – 2014年にフォーカス・フィーチャーズ（ユニバーサルの子会社）に吸収合併され、ライブラリ作品を2020年12月にContent Partners LLC（レボリューション・スタジオを通じて）が取得[30]。
- レラティビティ・メディア – 2015年7月30日に連邦破産法第11条を申請[31]。2016年の破産から抜け出し、2018年5月に再申請され、ウルトラVホールディングスに売却された。
- アルケミー[32] – 2016年6月30日に連邦倒産法第7章を申請した。
- レボリューション・スタジオ – 2017年にContent Partners LLCに買収され、ソニー・ピクチャーズ エンタテインメントとの6年間の契約終了後、ライブラリの配給、リメイク、続編の権利に注力している。
- グローバル・ロード・エンターテインメント（旧オープン・ロード・フィルムズ）は、2018年9月6日に連邦破産法第11条を申請[33]。2018年11月までにオープン・ロードに復帰、2018年12月19日付でデラウェア州の破産判事による承認を受けてレーベン・キャピタル・マネージメントが買収[34]。
- ワインスタイン・カンパニー[35] – 連邦破産法第11条を申請したが、2018年にランタン・エンタテインメントに買収され、その後、ワーナーメディア（ワーナー・ブラザースを通じて）とライオンズゲート・エンターテインメントがそれぞれの株式を保有するスパイグラス・メディア・グループに資産が譲渡された。
- CBSフィルムズ[29] – 2019年10月11日にCBSエンターテインメント・グループに統合され、CBS All Access（後のParamount+）向けのTV映画制作に切り替わる[36]。
- STXエンターテインメント – 2021年にThe Najafi Companiesによって買収された[37]。それ以来、米国の配給市場から撤退した[38]。

### その他の重要な過去の独立企業
- ピクサー・アニメーション・スタジオ – 2006年にウォルトディズニーカンパニーが買収。
- マーベル・スタジオ/マーベル・エンターテインメント – 2009年にウォルト・ディズニー・カンパニーが買収。
- ルーカスフィルム – 2012年にウォルト・ディズニー・カンパニーに買収。
- ドリームワークス・アニメーション[39] – 2016年にコムキャスト（NBCユニバーサルを通じて）によって買収された[40]。

### 重要な国際機関
- オデーサ・フィルム・スタジオ（ウクライナ）
- ゴーモン・フィルム・カンパニー（フランス）
- パテ（フランス）
- スタジオカナル（フランス）
- ノルディスク・フィルム（デンマーク）
- レンフィルム（ロシア）
- コンスタンティン・フィルム（ドイツ）
- クラサート・フィルム（ドイツ）
- エロス・インターナショナル（インド）
- 日活（日本）
- 東宝映画（日本）
- SFスタジオ（スウェーデン）
- BBCフィルムズ（イギリス）

## 歴史的な組織の系譜

### 黄金時代の8つのメジャー
黄金時代の8つのメジャー映画スタジオは、以下のような重要な所有権の変化を経てきた。（「独立」とは、その企業構造において主要な商業主体として慣例的に認識されていることを意味し、「買収」とは、過半数から完全な所有権を取得したことを意味する）

#### コロンビア ピクチャーズ
- CBCフィルム・セールスとして独立、1918年 - 1924年（ハリー・コーン、ジョー・ブラント、ジャック・コーンが設立）
- 独立、1924年 - 1968年（社名をコロンビア・ピクチャーズ・コーポレーションに変更、1926年に株式公開）
- コロンビア・ピクチャーズ・インダストリーズ、1968年 - 1987年（コロンビア・ピクチャーズ・コーポレーションとスクリーン ジェムズの合併。CPIが両社の親会社となる）
  - ザ コカ・コーラ カンパニー、1982年 - 1987年（コカ・コーラに買収。1982年にHBOとCBSとの合弁事業のトライスター ピクチャーズが開始されたが、1985年にCBSが脱退、1986年にHBOが脱退）
- コロンビア・ピクチャーズ・エンターテインメント、1987年 - 1991年（コカ・コーラによる売却; コーク社のエンターテインメント事業をトライスターに売却し、CPEの49%を取得）
- ソニー・ピクチャーズ エンタテインメント、1991年 - 現在（コロンビア・ピクチャーズ・エンターテインメントは、買収から2年で社名変更）
  - ソニー、1989年 - 2021年（1989年11月にソニーが買収）
  - ソニーグループ、2021年 - 現在（ソニーが再編し社名変更）

#### ワーナー・ブラザース
- ワーナー・ブラザース・スタジオとして独立、1918年 - 1923年（ジャック・L・ワーナー、ハリー・ワーナー、アルバート・ワーナー、サム・ワーナーが設立、1923年まで法人化されず）
- 独立、1923年 - 1929年（正式に法人化し、社名をワーナー・ブラザース・ピクチャーズ・インコーポレーテッドに変更）
  - ワーナー・ブラザース＝ファースト・ナショナル、1929年 - 1967年（ジャック・L・ワーナー、ファースト・ナショナル・バンク・オブ・ボストンのセルジュ・セメネンコ、チャールズ・アレン・ジュニアが率いるシンジケートがファースト・ナショナル・ピクチャーズを買収、1956年に支配権を獲得）
  - ワーナー・ブラザース＝セヴン・アーツ、1967年 - 1969年（セヴン・アーツ・プロダクションズによって買収され、統合された）
- キニー、1969年 - 1972年（キニーがワーナー・ブラザース=セヴン・アーツを買収）
  - ワーナー・コミュニケーションズ、1972年 - 1990年（キニーが非エンタテインメント資産を分離し、社名を変更）
- タイム・ワーナー、1990年 - 2001年（1990年1月10日、ニューヨーク州ニューヨーク市において、タイム・インクとワーナー・コミュニケーションズの合併により誕生）
  - AOLタイム・ワーナー、2001年 - 2003年（AOLは2001年にタイム・ワーナーと合併）
  - タイム・ワーナー、2003年 - 2018年（AOLタイム・ワーナーは2003年に元の名前に戻し、AOLとタイム・インクをスピンオフしたにもかかわらず、2018年にAT&Tが買収するまでその名前を維持した）
  - ワーナーメディア、2018年 - 2022年（AT&T買収後、タイム・ワーナーが社名変更）
    - AT&T、2018年 - 2022年（2022年にスピンオフ）

  - ワーナー・ブラザース・ディスカバリー、2022年 - 現在（AT&Tが売却、ワーナーメディアはディスカバリー社と合併）

#### パラマウント・ピクチャーズ
- フェイマス・プレイヤーズ・フィルム・カンパニーとして独立、1912年 - 1916年（アドルフ・ズコールによって設立）
- フェイマス・プレイヤーズ=ラスキーとして独立、1916年 - 1921年（アドルフ・ズコールとジェシー・L・ラスキーが設立）
- 独立、1922年 - 1966年（配給部門の名称を採用し、パラマウント・ピクチャーズとして）
- ガルフ＋ウエスタン・インダストリーズ 、1966年 - 1989年（ガルフ＋ウエスタンが買収）
  - パラマウント・コミュニケーションズ、1989年 - 1994年（非娯楽資産売却後、ガルフ+ウエスタンは社名を変更）
- ナショナル・アミューズメンツ、1994年 - 2025年（CBSコーポレーションを含む3つのバイアコムのオーナー、2つ目は分割、3つ目は再統合）
  - バイアコム、1994年 - 2006年（バイアコムがパラマウントを買収）
  - バイアコム、2006年 - 2019年（バイアコムが2つの会社に分割。パラマウント・ピクチャーズ、MTV、BET、ニコロデオン、VH1、コメディ・セントラルなどのケーブル・チャンネルを持つ「新」バイアコムと、CBSテレビジョン・スタジオを持つCBSコーポレーションの2社に分割され、両社はナショナル・アミューズメンツの支配下に入る）
  - パラマウント・グローバル、2019年 - 2025年（バイアコムとCBSの再合併によりバイアコムCBSを設立、パラマウント・グローバルへ社名変更）
- パラマウント・スカイダンス・コーポレーション（英語版）、2025年 - 現在（パラマウント・グローバル、ナショナル・アミューズメンツ、スカイダンス・メディアの合併によりパラマウント・スカイダンス・コーポレーションを設立）

#### ユニバーサル・ピクチャーズ
- 独立、1912年 - 1936年（カール・レムリ、ドイツ生まれのアメリカ合衆国の映画プロデューサーで、ユニバーサル・ピクチャーズを設立）
- スタンダード・キャピタル、1936年 - 1946年（レムリは映画業界から引退し、スタンダード・キャピタルを通じてユニバーサルの支配権をアメリカ合衆国の実業家であるルイス・ローゼンスティールに売却した。）
- ユニバーサル=インターナショナル、1946年 - 1952年（インターナショナル・ピクチャーズと合併）
- デッカ、1952年 - 1962年（デッカが買収）
- MCA Inc.、1962年 - 1996年（MCAがデッカを買収）
  - 松下電器、1990年 - 1996年（松下がMCAを買収）
- ユニバーサル・スタジオ・エンターテインメント、1996年 - 2004年（MCAが社名を変更）
  - シーグラム、1995年 - 2000年（松下からシーグラムが買収）
  - ヴィヴァンディ・ユニバーサル 、2000年 - 2004年（ヴィヴァンディがシーグラムを買収）
- NBCユニバーサル 、2004年 - 現在（NBCと合併）
  - ゼネラル・エレクトリック/ヴィヴェンディ、2004年 - 2011年（GE（80％）とヴィヴァンディSA（20％）が共同所有し、 NBCと合併してNBCユニバーサルを形成）
  - コムキャスト/ゼネラル・エレクトリック、2011年 - 2013年（コムキャストがNBCユニバーサルの51％を買収）
  - コムキャスト、2013年 - 現在（コムキャストが残りの49％をGEから買収）

#### メトロ・ゴールドウィン・メイヤー（MGM）
- メトロ・ピクチャーズ、1915年 - 1924年（リチャード・A・ローランド、ジョージ・グロムバッカー、ルイス・B・メイヤーによって設立）
- ゴールドウィン・ピクチャーズ、1916年 - 1924年（サミュエル・ゴールドウィン（当時はゴールドフィッシュ）と劇場プロデューサーのエドガー、アーチボルド・セルウィンによって設立）
- ルイス・B・メイヤー・ピクチャーズ、1922年 - 1924年（ルイス・B・メイヤーが設立し、ユニバーサル社からアーヴィング・タルバーグを製作責任者として迎え入れた）
- ロウズ・インク、1924年 - 1959年（1924年、マーカス・ロウが最初の2つのスタジオを統合し、ルイ・B・メイヤーが3つ目のスタジオを提供してMGMの社長に就任した。1929年、ロウズ・インクの経営権をウィリアム・フォックスが買収したが、株式市場の暴落により売却を余儀なくされた）
- 独立、1959年 - 1981年（ロウズ・インクが完全に売却。1967年にエドガー・ブロンフマン・シニアが買収、1969年にカーク・カーコリアンが買収）
- MGM/UAエンタテインメント・コーポレーション、1981年 - 1986年（ユナイテッド・アーティスツは1981年にカーコリアンによって買収され、MGMに統合された）
- ターナー・ブロードキャスティング・システム、1986年（1986年にテッド・ターナーが買収）
  - MGMエンターテインメント・コーポレーション、1986年
- MGM/UAコミュニケーションズ・コーポレーション、1986年 - 1990年（74日後にカーコリアンが買い戻し）
- MGM-パテ・コミュニケーションズ、1990年 - 1992年（1990年にジャンカルロ・パレッティが買収）
- クレディ・リヨネ、1992年 - 1997年（パレッティが債務不履行に陥った後、銀行に差し押さえられた）
- トラシンダ・コーポレーション、1997年 - 2005年（カーコリアンが買い戻し）
- MGMホールディングス、2005年 - 2023年
  - ソニー/コムキャスト/4社のプライベート・エクイティ・ファーム、2005年 - 2010年（ソニー、コムキャスト、民間の投資会社（現在はプロビデンス・エクイティ・パートナーズが最大の株式を保有）に買収され、ソニー/コロンビアから独立したマイナーなメディア会社として非公開）
  - クレディ・スイス、 JPモルガン・チェース、その他の元債券保有者、2011年 - 2022年（カール・アイカーン、2011年 - 2012年を含む）
  - Amazon、2022年 - 2023年
- Amazon MGMスタジオ、2023年 - 現在

#### ユナイテッド・アーティスツ（UA）
- 独立、1919年 - 1967年（チャールズ・チャップリン、ダグラス・フェアバンクス、D・W・グリフィス、メアリー・ピックフォードが設立、1951年からアーサー・クリムとロバート・ベンジャミンが運営管理、1956年にクリムとベンジャミンが全面的に買収）
- トランスアメリカ、1967年 - 1981年（トランスアメリカが買収）
- MGM、1981年 - 2023年（トランスアメリカからカーク・カーコリアンが買収し、MGMに統合）
  - MGM/UAエンターテインメント・コーポレーション、1981年 - 1986年（ユナイテッド・アーティスツは1981年にカーコリアンによって買収され、MGMに統合）
  - ターナー・ブロードキャスティング・システム、1986年（1986年にテッド・ターナーが買収）
    - MGMエンターテインメント・コーポレーション、1986年

  - MGM/UAコミュニケーションズ・コーポレーション、1986年 - 1990年（74日後にカーコリアンが買い戻し）
  - MGM-パテ・コミュニケーションズ、1990年 - 1992年（1990年にジャンカルロ・パレッティが買収）
  - クレディ・リヨネ、1992年 - 1997年（パレッティが債務不履行に陥った後、銀行に差し押さえられた）
  - トラシンダ・コーポレーション、1997年 - 2005年（カーコリアンが買い戻し）
  - MGMホールディングス、2005年 - 2023年
    - ソニー/コムキャスト/4社のプライベート・エクイティ・ファーム、2005年 - 2010年（ソニー、コムキャスト、民間の投資会社（現在はプロビデンス・エクイティ・パートナーズが最大の株式を保有）に買収され、ソニー/コロンビアから独立したマイナーなメディア会社として非公開）
    - クレディ・スイス、 JPモルガン・チェース、他の元債券保有者（2011年 - 2021年）と、カール・アイカーン（2011年 - 2012年）を含む
    - ユナイテッド・アーティスツは、2019年に配給バナーであるユナイテッド・アーティスツ・リリーシングとして復活した。（2019年 - 2023年）
    - Amazon、2022年 - 2023年; 2024年 - 現在
- Amazon MGMスタジオ、2024年 - 現在（10年以上の休眠を経て2024年7月26日に復活）

#### 20世紀フォックス/20世紀スタジオ
- フォックス・フィルム、1915年 - 1935年（ウィリアム・フォックスによって設立）
- 20世紀ピクチャーズ、1933年 - 1935年（ジョセフ・シェンクとダリル・F・ザナックによって設立）
- 独立、1935年 - 1985年（1935年に20世紀フォックスとして両社を合併、1981年にマーク・リッチとマーヴィン・デイヴィスが全面的に買収、1984年にリッチの持分をデイヴィスが買収、1985年3月にデイヴィスの持分の半分をルパート・マードックのニューズ・コーポレーションが買収）
- ニューズ・コーポレーション、1985年 - 2013年（9月にデイヴィスの残りの株式を買収）
- 21世紀フォックス、2013年 - 2019年（2013年6月28日にニューズ・コーポレーションから2社に分割されたメディア・コングロマリットが改称）
- ウォルト・ディズニー・カンパニー、2019年 - 現在（ディズニーは、2017年12月14日に発表された所有者21世紀フォックスの713億ドルの買収の一環として、20世紀フォックスを買収し、2019年3月20日に完了、2020年1月17日までに20世紀スタジオと改称）

#### RKOラジオ・ピクチャーズ/RKOピクチャーズ
- フィルム・ブッキング・オフィス・オブ・アメリカ（FBO）として独立、1918年 - 1928年（ハリー・F・ロバートソンによって設立）
- ラジオ・コーポレーション・オブ・アメリカ（RCA）、1928年 - 1935年（RCA社長のデイヴィッド・サーノフがRCAの下で、FBOとキース・アルビー・オーフィウムが合併）
- 独立、1935年 - 1955年（RCAの持分の半分をフロイド・オドラムが買収し、RCA、オドラム、ロックフェラー兄弟で経営権を分け合った。1942年にオドラムが支配権を買収し、1948年にハワード・ヒューズが支配権を買収した。1952年にストルキン、クーリッシュ、ライアン、バーク、コーウィンのシンジケートがヒューズの持分を買収し、1953年にヒューズが持分を買い戻し、1954年にヒューズがスタジオをほぼ完全に買収した）
- ゼネラル・タイヤ・アンド・ラバー、1955年 - 1984年（ゼネラル・タイヤ・アンド・ラバーに買収され、ゼネラル・タイヤの放送事業と結びついてRKOテレラジオ・ピクチャーズとなったが、1957年に製作と配給を中止し、1959年に映画事業を解消してRKOテレラジオをRKOゼネラルに改称した）
- ゼンコープ、1984年 - 1987年（再編成により、RKOゼネラルおよびゼネラル・タイヤを主要子会社とする持ち株会社が設立）
- ウェスレイ・キャピタル・コーポレーション、1987年 - 1989年（RKOゼネラルからスピンオフ、ウェスレイ（ウィリアム・E・サイモンとレイチェンバースが管理）が買収、遊園地事業と合併してRKO/シックス・フラッグス・エンターテインメントを形成）
- RKOピクチャーズLLCとして独立、1989年 - 2025年（CEOでもあるテッド・ハートリーが所有）
- Concord、2025年 - 現在